# Württembergi Királyság
A Württembergi Királyság (németül: Königreich Württemberg) egy történelmi német államalakulat, ami 1805 és 1918 között állt fenn a mai Német Szövetségi Köztársaság Baden-Württemberg tartományán belül. Az állam területe 1813-ban 19 508 négyzetkilométer volt. Határait keleten és délen a Bajor Királyság, míg északon, keleten és délen a Badeni Nagyhercegség jelentette. Az ország délnyugaton magába foglalt a Porosz Királysághoz tartozó Hohenzollern tartományt is.
A Württembergi Királyságot I. Napóleon francia császár hozta létre csatlós államként, ami az 1495 és 1803 között fennálló Württembergi Hercegség utódállamának számított, felváltva a rövid életű, 1803 és 1806 közötti Württembergi Választófejedelemséget. Az ország 1813-ig a Rajnai Szövetség, a bécsi kongresszust követően 1866-ig pedig a Német Szövetség tagja volt, majd 1871-től, a német egyesítést követően a Német Császárság tagállama lett 1918-ig, az első világháborút követő felbomlásáig.

## Földrajzi fekvése
A Württembergi Királyság (az 1813-as határmegállapítás szerint) az északi szélesség 47° 34′ és 49° 35′, illetve a keleti hosszúság 8° 15′ és 10° 30′ között feküdt. Legnagyobb mérete észak-déli irányban 225 km, kelet-nyugati irányban 160 km volt. Területe 19 508 km², államhatárainak összes hossza 1800 km volt. Szomszédai keleten a Bajor Királyság, északon és nyugaton a Badeni Nagyhercegség, délen Boden-tó, továbbá a Hohenzollern-Sigmaringen és Hohenzollern-Hechingen Hercegségek, melyeket 1850 után a Porosz Királysághoz csatoltak. A badeni és a Hohenzollern-birtokokkal közös határvidékeket több enklávé és exklávé szabdalta. A Wimpfen exklávén keresztül a Württembergi Királyság a Hesseni Nagyhercegséggel is határos volt. Württemberg 19. századi határait és az exklávék rendszerét 1973. január 1-jén végrehajtott baden-württembergi közigazgatási reform megszüntette. A két egyházmegye (a württembergi evangélikus egyházmegye és a rottenburg-stuttgarti katolikus egyházmegye) határai azonban változatlanok maradtak.
Fontosabb folyói a Neckar és mellékfolyói (Fils, Rems, Enz, Kocher, Jagst), a Tauber és a Duna, melynek mellékfolyója, az Iller Ulm és Memmingen között a bajor határt képezi. A Schwäbische Alb vízválasztót képez a Duna és a Rajna között.

## Történelme

### Létrejöttének előzményei

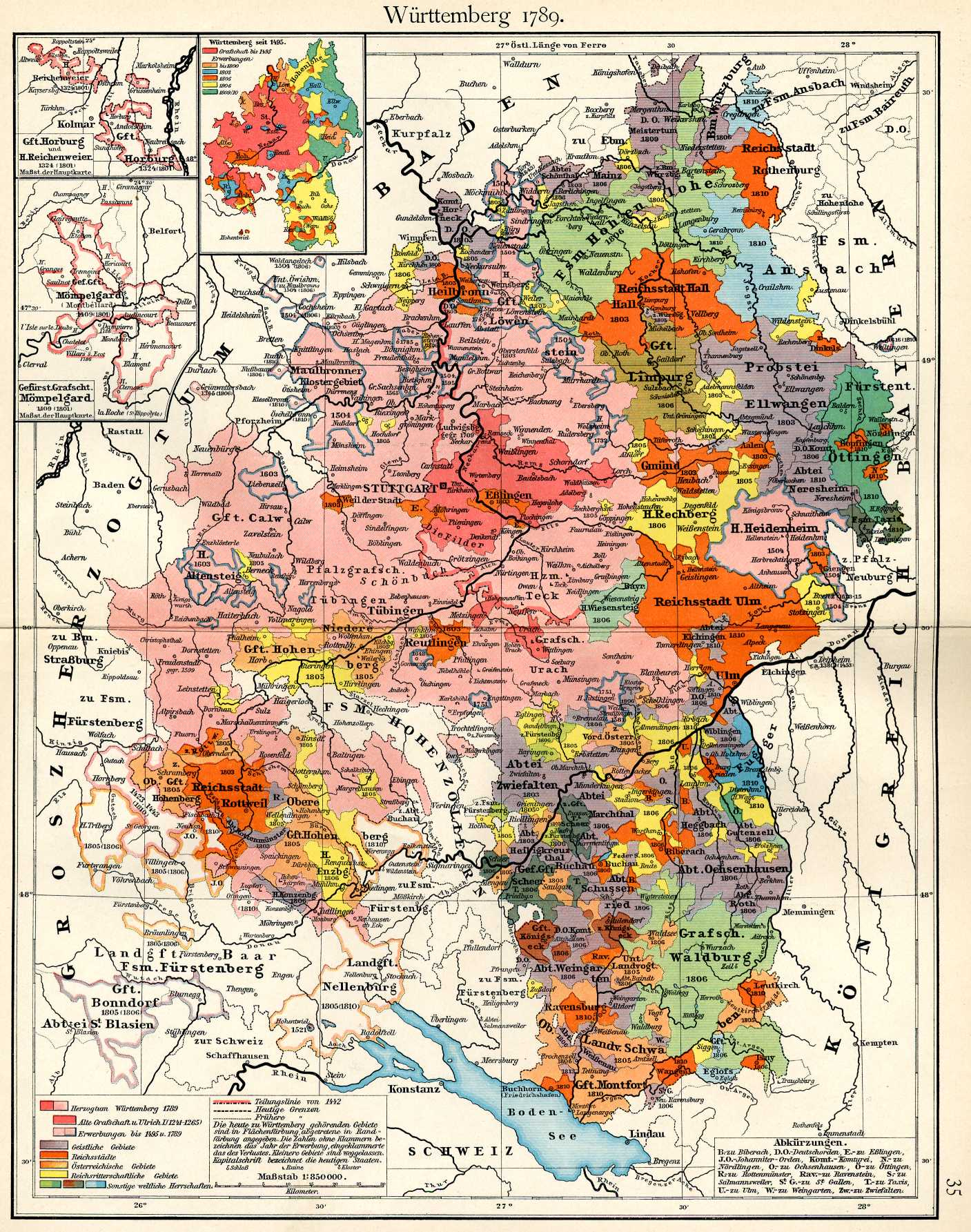
A Württembergi Hercegség 1789-ben

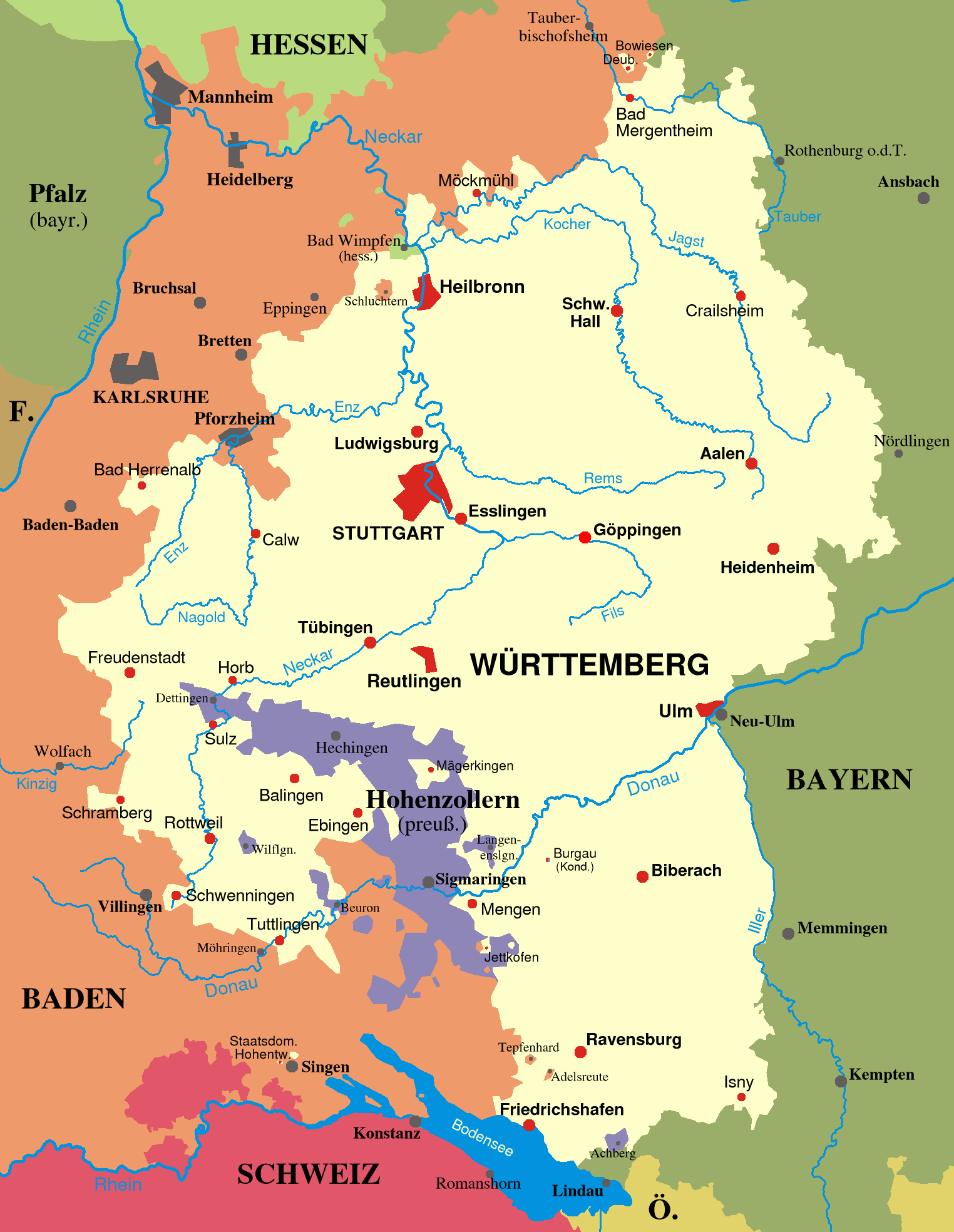
A Württembergi Királyság, 1810–1918

A Württembergi Hercegség (Herzogtum Wirtenberg) a 18. században keletkezett. Magja a Wirtenberg grófok egykori törzsbirtoka volt, Stuttgart térségében, a Neckar folyó középső szakasza mentén, továbbá néhány vele összefüggő birtok a Fekete-erdő északi részén, és a Schwäbische Alb hegységben. Legnyugatibb exklávéi, a Mömpelgard Grófság, a Horburg Grófság és Reichenweier városa, a Rajna bal partján feküdtek, a mai Franciaország területén.
Az 1789-es francia forradalom ellen az európai monarchiák szövetségekbe tömörültek. 1791-ben II. Lipót császár és II. Frigyes Vilmos porosz király a pillnitzi nyilatkozatban közös intervencióval fenyegették a forradalmi kormányt. 1792. április 20-án Franciaország hadat üzent, kitört az első koalíciós háború, mely francia győzelemmel végződött. Az 1797-es Campo Formió-i békeszerződésben II. Ferenc német-római császár elfogadta, hogy Franciaország kitolja keleti határait a Rajnáig. A Württembergi Hercegség elvesztette a Rajnán túli területeit, ezért 1799-ben második koalíciós háborúban Ausztriával lépett szövetségre. 1800 tavaszán a Napoléon Bonaparte tábornok által vezetett francia csapatok elfoglalták Württemberget. Az osztrák csapatok nem álltak ellen, II. Frigyes württembergi herceg csapatainak is vissza kellett vonulniuk.
A Habsburgokban csalódott herceg az 1801-es lunéville-i békeszerződésben kiegyezett Franciaországgal, hogy növelhesse birtokait a Rajna jobb (nyugati) partján. Az 1802. május 20-i kétoldalú párizsi szerződésben Franciaország megerősítette a hercegség fennmaradását és területi kárpótlást ígért. Württemberg teljes szavazati joggal részt vett a Német-római Birodalom főrendi bizottságának (Reichsdeputation) rendkívüli tanácskozásán, mely a birodalmi főrendi határozat (Reichsdeputationshauptschluss) kiadását készítette elő. Ez rendezte a német fejedelmek kárpótlását Rajnán túli elvesztett birtokokért. 1803 tavaszán Frigyes herceget választófejedelemmé emelték. Számos mediatizált uradalmat Neuwürttemberg (Új-Württemberg) néven az új választófejedelemséghez csatoltak: Aalen, Giengen an der Brenz, Heilbronn, Rottweil, Esslingen am Neckar, Reutlingen, Schwäbisch Gmünd, Schwäbisch Hall és Weil der Stadt birodalmi szabadvárosokat, és Ellwangen, Zwiefalten, Comburg, Heiligkreuztal, Schöntal, Margrethausen, Oberstenfeld és Muri kolostorok szekularizált birtokait, összesen mintegy 1609 km2 területet 110 000 lakossal, 700 000 forint (gulden) adóbevétellel. (Ez jelentős nyereség volt a Rajna bal partján elvesztett 388  km2-nyi területtel, 14 000 lakossal és kb. 250 000 forintnyi állami jövedelemmel szemben.
1805. október 3-án II. Frigyes választófejedelem Ludwigsburgban katonai szövetségre lépett Napóleonnal. Württemberg hadserege a franciák oldalán vonult a harmadik koalíciós háborúba. A brünni szerződésekben (1805. december 10.-12.) és a pozsonyi békeszerződésben (1805. december 26.) Elő-Ausztriát felosztották Württemberg, a Bajor Királyság és a Badeni Nagyhercegség között. A választófejedelemség lakossága újabb 125 000 fővel nőtt. Württemberghez csatolták a svábföldi Hohenberg grófságot, a dunai Ehingent, valamint Mengen, Munderkingen, Riedlingen és Saulgau városokat (1806-ban Waldseet is), továbbá a Német Lovagrend alsó-württembergi birtokait (Neckarsulmot, Gundelsheimet), és más lovagrendek kisebb birtoktesteit is.

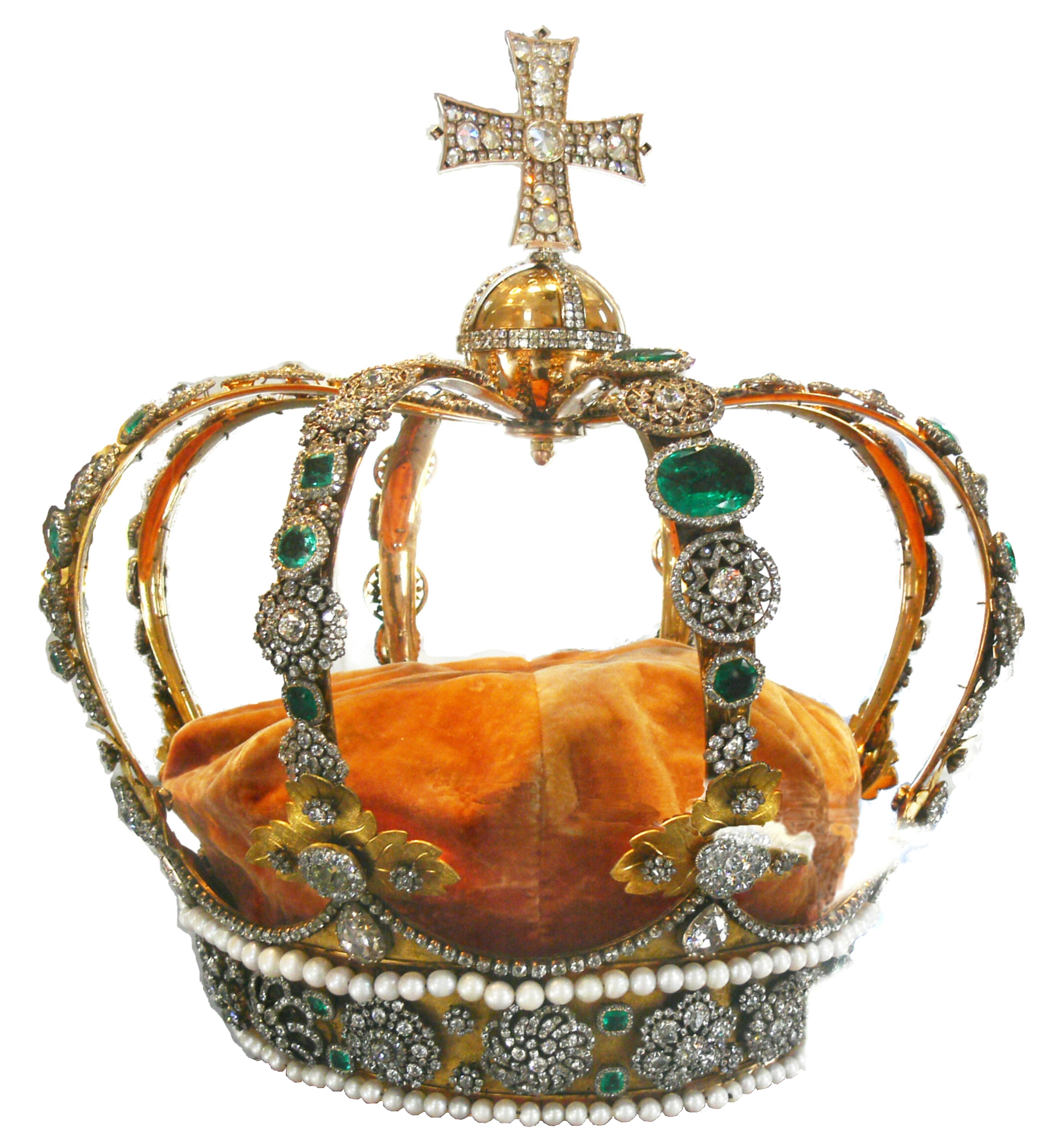
Württemberg koronája

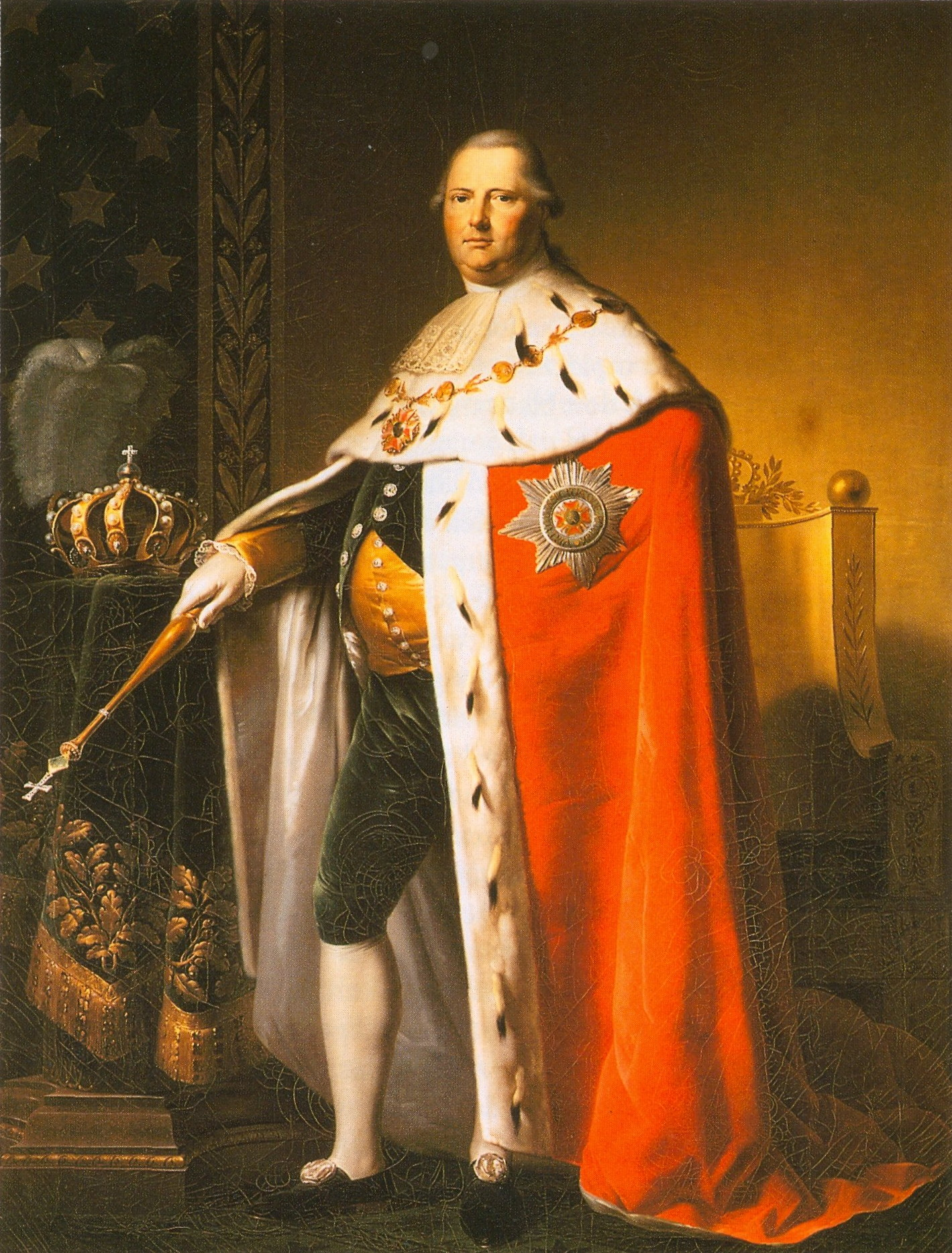
Frigyes, Württemberg első királya (Johann Baptist Seele festménye, 1806)

### A királyság létrejötte
Franciaország császára Württemberget 1806. január 1-i hatállyal királysággá emelte. A hercegség régi névformáját (Wirtenberg) a korszerűbbnek tekintett Württemberg-re változtatták. Első uralkodója Frigyes lett, az addigi herceg és választófejedelem. 1806. július 12-én a király aláírta a Rajnai Szövetség alapító okiratát (Rheinbundakte), állama ezzel kilépett a Német-római Birodalomból. A csatlakozással Württemberg megszerezte a Hohenlohe-ház, a Königsegg-Aulendorf család, a Thurn und Taxis-ház és más kisebb fejedelmek felső-svábföldi birtokait, 270 000 új alattvalóval. Hűsége jeléül Frigyes király feleségül adta leányát, Katalin királyi hercegnőt Napóleon öccséhez, Jérôme Bonapartéhoz, Vesztfália királyához.

### A királyság a napóleoni időkben
1809-ben Frigyes király csapatai részt vettek az ötödik koalíciós háborúban, és a tiroli felkelés leverésében. Az 1809. október 14-én aláírt schönbrunni béke értelmében a Württembergi Királyság megkapta a Német Lovagrend mergentheimi birtokait. A megszállás ellen tiltakozó helyi lakosság lázadását véresen leverték. A Franciaország és Bajorország között megkötött 1810-es párizsi szerződés rögzítette Württemberg határait Bajorországgal és Badennel. Württemberg megszerezte Crailsheimet és Creglingent, egy sor egykori birodalmi várost, így Bopfingent, Buchhornt (a mai Friedrichshafent), Leutkirchet, Ravensburgot, Ulmot és Wangent, végül az egykori svábföldi Montfort grófságot. Cserébe átadott néhány württembergi törzsbirtokot, így Weiltingent a Bajor Királyságnak, Hornberget és St. Georgent a Badeni Nagyhercegségnek.
1813-ban a hirschlatti Hohenzollern-birtok megszerzésével Württemberg elérte történelmének legnagyobb kiterjedését. Az eredetileg 9500 km2 területű, 650 000 főnyi lakosságú hercegség ekkor 19 508 km2-t birtokolt, 1 380 000 alattvalóval.
1812-ben Frigyes király 15 800 főnyi württembergi kontingenssel részt vett Napóleon oroszországi hadjáratában. A sereg elpusztult, csak néhány százan vergődtek haza. Napóleon lipcsei veresége (1813. október) után Frigyes egyezkedni kezdett a hatodik koalícióval. Miután Ausztria a fuldai szerződésben garantálta Frigyes trónon tartását és a Württembergi Királyság integritását, a király átállt a porosz–osztrák–orosz vezetésű szövetség oldalára.
A napóleoni háborúk éveiben Frigyes király szabad kezet kapott belpolitikájának alakításában. Következetesen modernizálta országát, egységesítette a sokféle hagyományú országrészek közigazgatását és jogrendszerét. Keményen központosította az államirányítást, leépítette a középkori kiváltságokat, szétválasztotta az igazságszolgáltatást és államigazgatást, megszüntette a belső vámokat. Új közigazgatási egységekre osztotta országát, egyenjogúságot biztosított az újonnan szerzett területek katolikus lakosságának a korábban tisztán evangélikus Württembergben. Intézkedéseinek végrehajtását szigorú rendőri fellépéssel kényszerítette ki. Francia mintára rendőrminisztériumot és titkosrendőrséget szervezett.

### A bécsi kongresszus és következményei
Az 1815-ös bécsi kongresszus helyben hagyta Württemberg területi szerzeményeit. A háború örökségeként az államkassza eladósodásával, gazdasági visszaeséssel és a lakosság tömeges elszegényedésével, sőt éhínséggel kellett szembenézni. A helyzet súlyosságát fokozta az 1816-os év katasztrofális időjárása. Robbanásszerűen megnőtt a Kelet-Európa és Észak-Amerika felé irányuló kivándorlás.
Németország újjászervezését a bécsi kongresszus föderalista alapon tervezte. A német fejedelemségekből alakítandó államszövetségről szóló első javaslatot maga Metternich terjesztette be 1815. május 23-án. Württemberg és Bajorország hevesen ellenezte a tervet. Frigyes király már egy héttel korábban, május 15-én rendkívüli országgyűlésen (Landtag) előterjesztette saját állami alkotmánytervezetét. A Német Szövetség június 8-án megalakult, de Württemberg csak szeptember 1-jén írta alá a szövetség alapokmányát (Deutsche Bundesakte). A király alkotmánytervezetét erősen támadták a württembergi rendek, akik az 1514-es tübingeni szerződésen alapuló ősi alkotmányt akarták helyreállítani. Az „ősi jog” védelmére a rendek – Ludwig Uhland költő és politikus segítségével – mozgósítani tudták a lakosságot is. Frigyes nem tudta elfogadtatni alkotmánytervezetét. Utódja, I. Vilmos király is csak egy teljesen átdolgozott változatot tudott kibocsátani 1819. szeptember 25-én.

### Alkotmány és konszolidáció

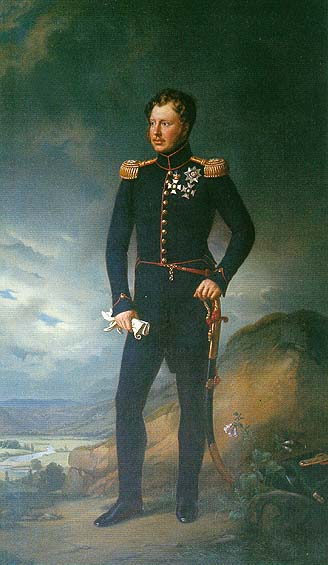
I. Vilmos württembergi király (Joseph Karl Stieler festménye nyomán, 1822)

Frigyes király és fia, Vilmos herceg (a későbbi I. Vilmos király) viszonya nem volt felhőtlen. 1805-ben Vilmos Párizsba utazott, és megpróbálta rávenni a császárt, buktassa meg apját, a királyt, Napóleon azonban visszautasította. 1807-ben apa és fia kibékültek, de politikai nézetkülönbségeik fennmaradtak. 1816. október 30-án a kemény abszolutista politikát követő, gyűlölt Frigyes király elhunyt. A hagyomány szerint Württemberg lakossága örömünnepeket rendezett, ezt még katonaság bevetésével sem mindenütt tudták megfékezni. Utódja, Vilmos király első intézkedéseivel enyhítette a közterheket, és igyekezett javítani az elszegényedett tömegek helyzetét. Fiatal felesége, Jekatyerina Pavlovna orosz nagyhercegnő, I. Pál orosz cár leánya személyesen is részt vállalt a szociális gondozásban. Alapítványt létesített, kórházakat, leányiskolákat, takarékpénztárat alapított, kezdeményezte a Hohenheim Egyetem alapítását. 1819-ben 30 évesen meghalt. Württembergben számos közintézmény őrzi a nevét.
Vilmos király amnesztiát hirdetett, modern alkotmányt fogadtatott el (1819. szeptember 25.), ennek alapján átfogó közigazgatási reformot hirdetett. Apjának abszolutisztikus diktatúrája helyett azonban nem az ősi württembergi jogot hozta, ahol király és a rendi gyűlés tárgyalt egymással, hanem a konstitucionalizmus elveire épülő államrendszert vezetett be, ahol az uralkodó az alkotmányban szabályozott jogokkal rendelkező, megválasztott képviselőkkel osztozik a hatalomban. A rendi ellenállás széthullott, helyét a liberális polgári ellenzéke foglalta el. Újjászervezték a helyi önkormányzatok rendszertét, szigorú szabályok szerint szervezett hivatali rendszert állítottak fel. A királynak és az államnak felelős hivatalnokok (Beamten) hivatásrenddé szerveződtek, a kormányzat támogatásával.
Vilmos trónra lépésekor az államadósság csaknem 25 millió württembergi forintra (guldenre) rúgott, ami meghaladta az éves állami bevétel négyszeresét. Vilmos kiváló pénzügyminiszterei, Ferdinand Heinrich August von Weckherlin, Karl von Varnbüler és Johann Christoph von Herdegen szívósan dolgoztak ennek leszorításán. Fő eszköz a mezőgazdaság fejlesztése volt. Uralkodásának 20. évében Vilmos már csökkenteni tudta az adókat.
Vilmos külpolitikájában azt a célt követte, hogy Németországban csak az öt királyság (Bajorország, Poroszország, Hannover, Szászország, és Württemberg), valamint a Osztrák Császárság képviselhessen politikai súlyt. Ausztriát és Poroszországot két európai vezető hatalomnak tekintette, velük szemben a másik négy német királyságot szerette volna szoros szövetségbe vonni, belőlük egy „harmadik német nagyhatalmat” képezni. Terveit az Orosz Birodalomhoz fűződő szoros családi kapcsolataira építette. (1776-ban nagynénje, Zsófia Dorottya hercegnő feleségül ment Pál nagyherceghez, a trónörököshöz, Vilmos pedig Pál cár leányát, Jekatyerina Pavlovna nagyhercegnőt (Katalint) vette feleségül. Az oroszbarát politikát Vilmos következetesen folytatta, Katalin halála (1819) után is. Fia, Károly trónörökös herceg 1846-ban Pál cár unokáját, Olga Nyikolajevna orosz nagyhercegnőt vette feleségül.

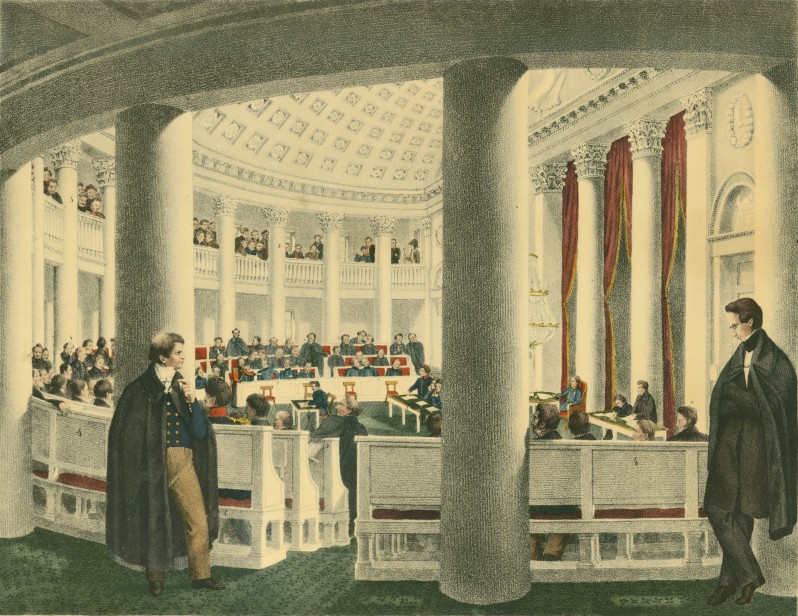
A stuttgarti képviselőház (1833)
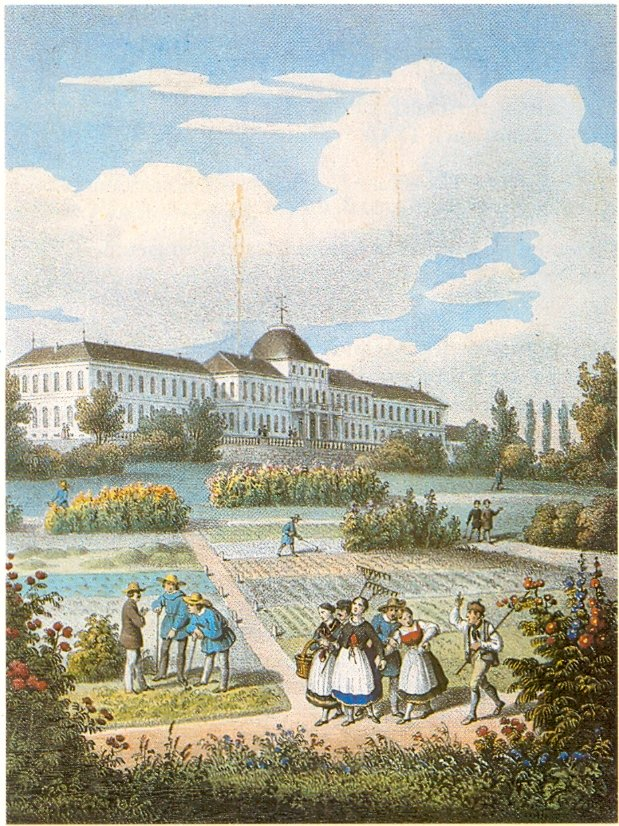
Királyi Mezőgazdasági és Erdészeti Intézet, Hohenheim
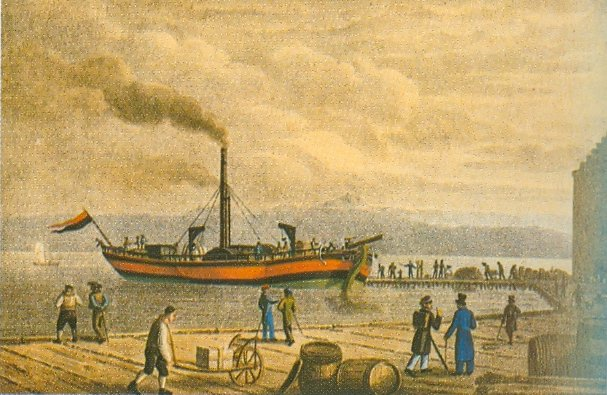
A Wilhelm gőzhajó Friedrichshafenben, 1824
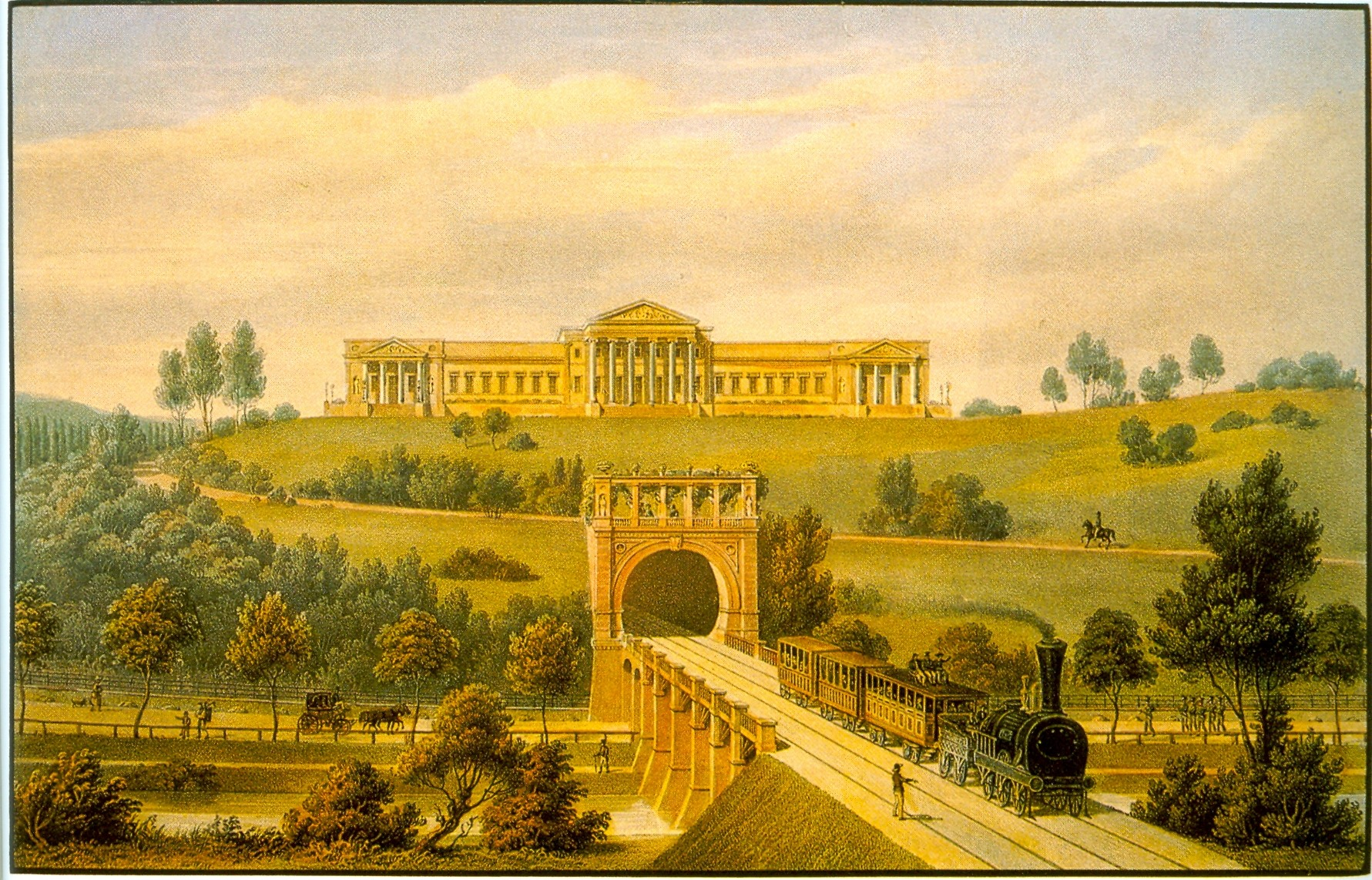
Rosenstein-kastély és vasúti alagút, 1846

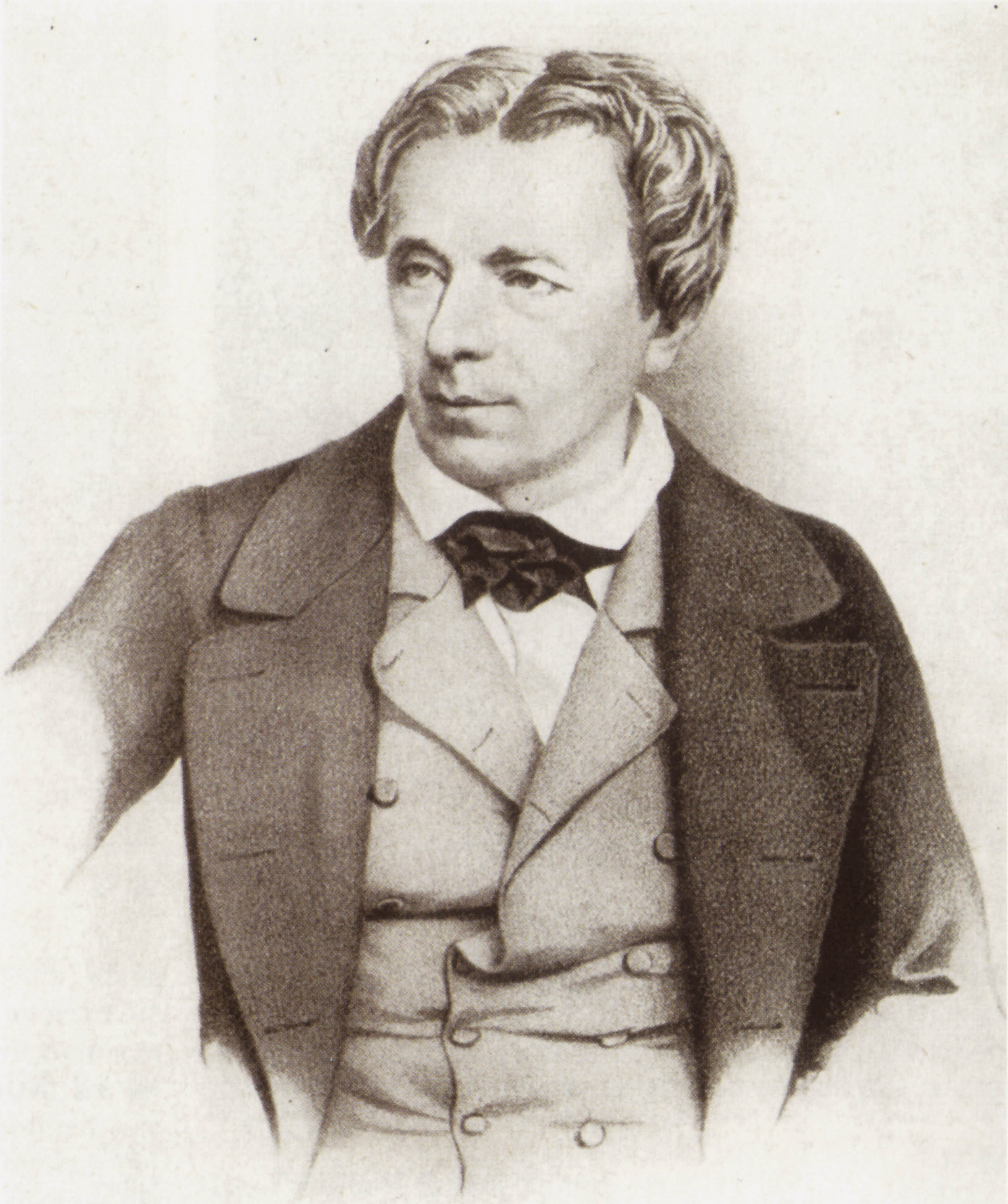
Friedrich Römer, 1848

### Politikai küzdelmek az 1830–40-es években
Az 1830-as francia forradalom győzelme nyomán egész Európában megnőtt a liberálisok támogatottsága. Az 1831-es képviselőházi választást ők nyerték. Ebben az időben cenzusos választás volt, a képviselőjelöltek többsége hivatalnok, tisztviselő volt. Vilmos király erre elnapolta a parlament összehívását, majd 1833 márciusában feloszlatta a parlamentet és új választást íratott ki. Az 1833. áprilisi választáson ismét a Friedrich Römer vezette liberálisok győztek. Válaszul Vilmos megtiltotta az állami hivataloknak, hogy a megválasztott képviselőket szabadságolják mandátumuk idejére. Römer, Uhland és liberális képviselőtársai ezért kiléptek az állami szolgálatból.
1846–1847-ben a rossz termés miatt éhínség alakult ki, tömegessé nőtt a kivándorlás. A liberálisok és a demokraták meglovagolták a növekvő elégedetlenséget. 1848 januárjában Stuttgartban tömegtüntetésen követelték a teljes német parlament összehívását, és a polgári szabadságjogok (sajtó-, egyesülési és gyülekezési szabadság) megadását, esküdtbíráskodás bevezetését, nemzetőrség felállítását. Az 1848. februári francia forradalom márciusra átterjedt a német államokra is. Vilmos engedményekkel igyekezett megelőzni a felkelést országában. Ismét hatályba léptette az 1817. január 30-i liberális sajtótörvényt, és 1848. március 9-én a liberális Friedrich Römert nevezte ki a „márcziusi ministerium” kormányfőjévé. A forradalom éveiben Württembergben nem történtek nagyobb katonai összecsapások.
1849 áprilisában a kormány és az országgyűlés elfogadta a Frankfurti Birodalmi Alkotmányt (Frankfurter Reichsverfassung), melyet a Frankfurter Paulskirchében ülésező parlament fogadott el 1849. március 28-án. Ez a „kisnémet” megoldást mondta ki, egy össznémet nemzetállamot, de Ausztria nélkül, demokratikus alkotmánnyal, megválasztott uralkodóval. A határozatot 29 német fejedelem is aláírta, de a királyok közül egyedüliként csak Vilmos fogadta el. Poroszország, Bajorország, Szászország, Hannover királyai, és I. Ferdinánd osztrák császár mind elutasították.

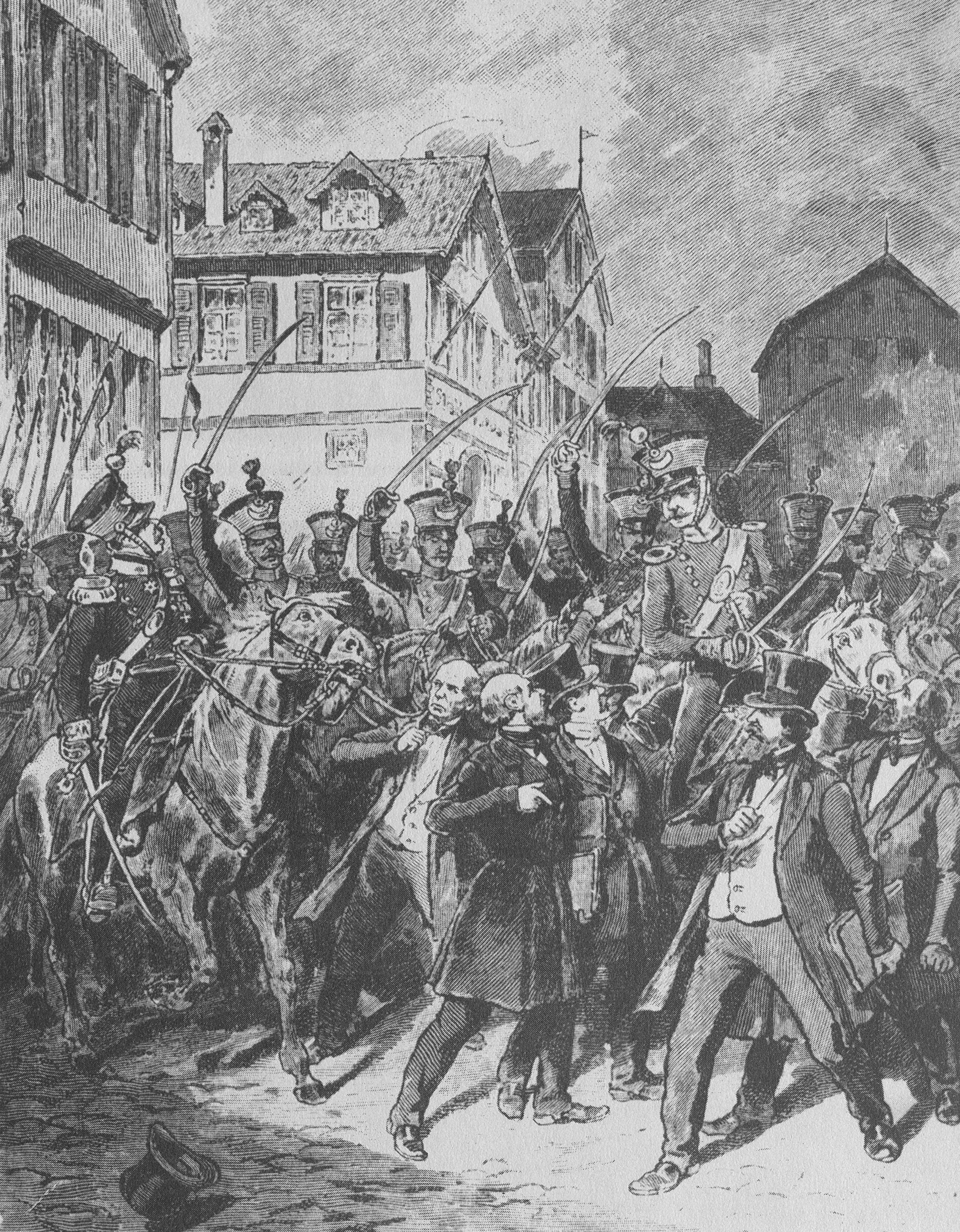
A stuttgarti „csonka parlament” szétkergetése (Könyvillusztráció, 1893)

IV. Frigyes Vilmos porosz király visszautasította a nemzetgyűlés által neki felajánlott császári koronát, és feloszlatta a porosz képviselőcsoportot. A szász és a hannoveri király, majd Ausztria császára is törvénytelenné nyilvánították a nemzetgyűlést. 1849. május 30-án a megmaradt képviselők Stuttgartba menekültek. Június 6-tól itt ülésezett a német „csonka parlament” (Rumpfparlament), Wilhelm Loewe elnöksége alatt. A württembergi kormányzat eleinte tűrte tevékenységüket, de 1849. június 18-án, amikor a lakosságot a szövetségi alkotmány melletti tüntetésre hívták fel, a kormány katonai erőszakkal szétverte gyűlésüket. A nem-württembergi képviselőket kiutasították az országból.
1849 augusztusában Württembergben új alkotmányozó gyűlésre képviselőválasztást tartottak. Itt többséget szereztek az általános, közvetlen és mindenki felnőtt polgár számára azonos szavazati jogot követelő demokraták többséget szereztek, szemben a vagyoni cenzust követelő liberálisokkal. 1849 október végén Vilmos király visszahívta Friedrich Römer kormányát, és helyére Johannes von Schlayert nevezte ki, aki állami hivatalnok-kormányt állította össze. Amikor a „Beamtenministerium”-ot az országgyűlés leszavazta, a király feloszlatta azt. Ugyanígy bánt el még két további választott országgyűléssel 1850-ben, ahol demokrata többség alakult ki.

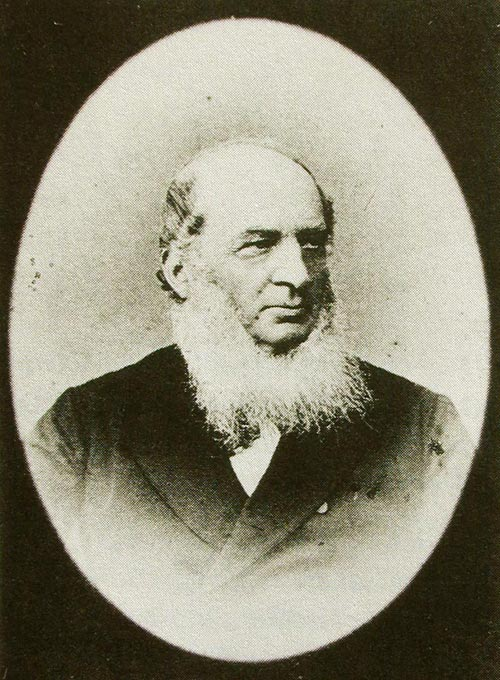
Karl von Varnbüler württembergi főminiszter (1864–1870 között)

1864-ben Károly király lépett a trónra. Homoszexuális hajlamú volt, engedett a liberális és demokrata követeléseknek, helyreállította a sajtószabadságot és az egyesülési jogot, garantálta az iparűzés szabadságát. A zsidók teljes jogú állampolgárságot nyertek. A konzervatív Joseph von Linden főminisztert a liberális Karl von Varnbülerre (1809–1889) cserélték le.

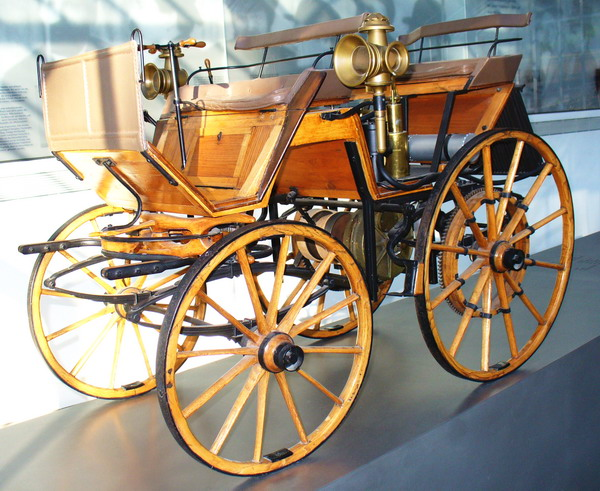
Daimler gépkocsi, 1886
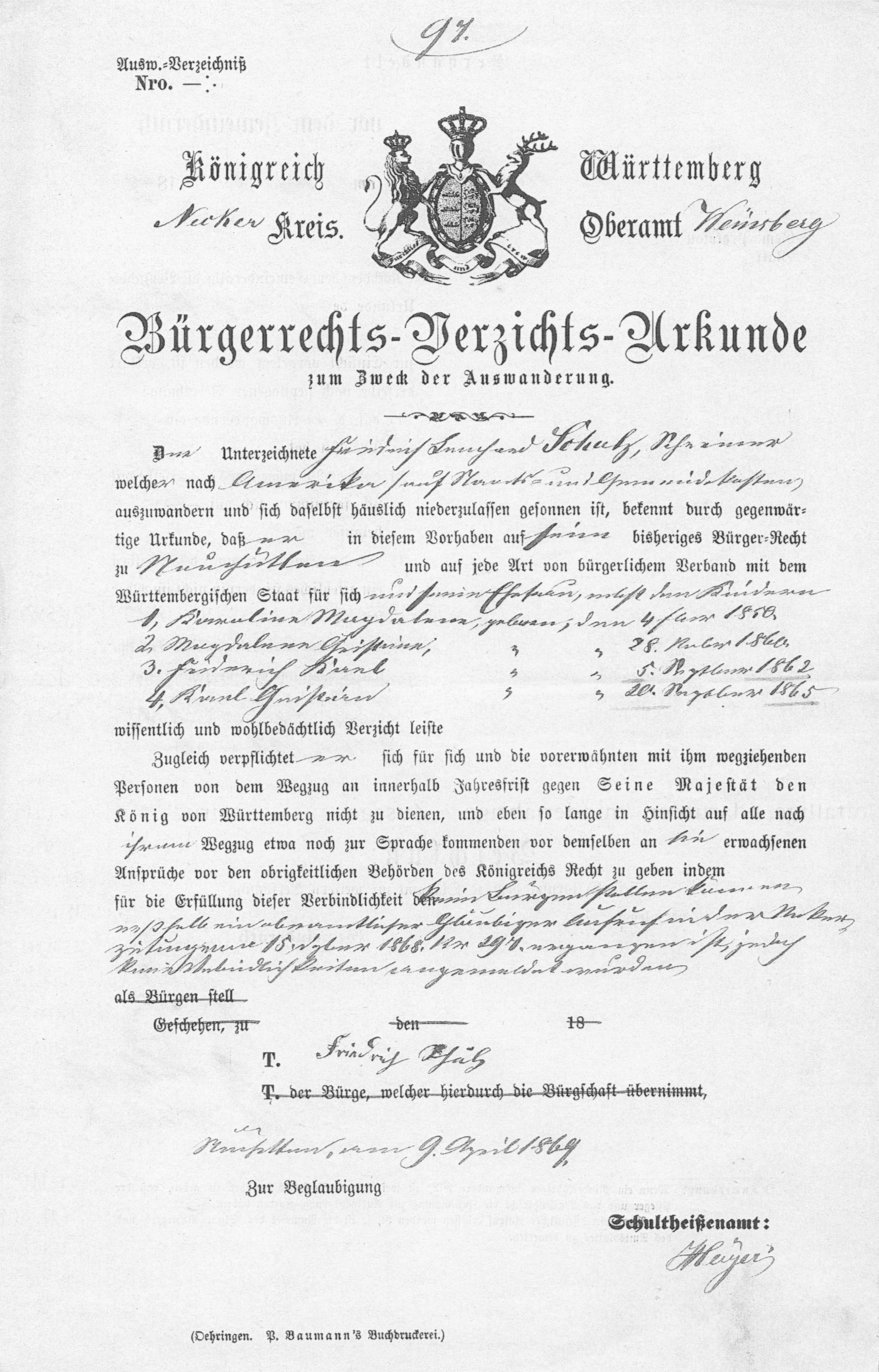
Kivándorlók állampolgárságról lemondó nyilatkozata, 1869
Stuttgart a 19-20. század fordulóján
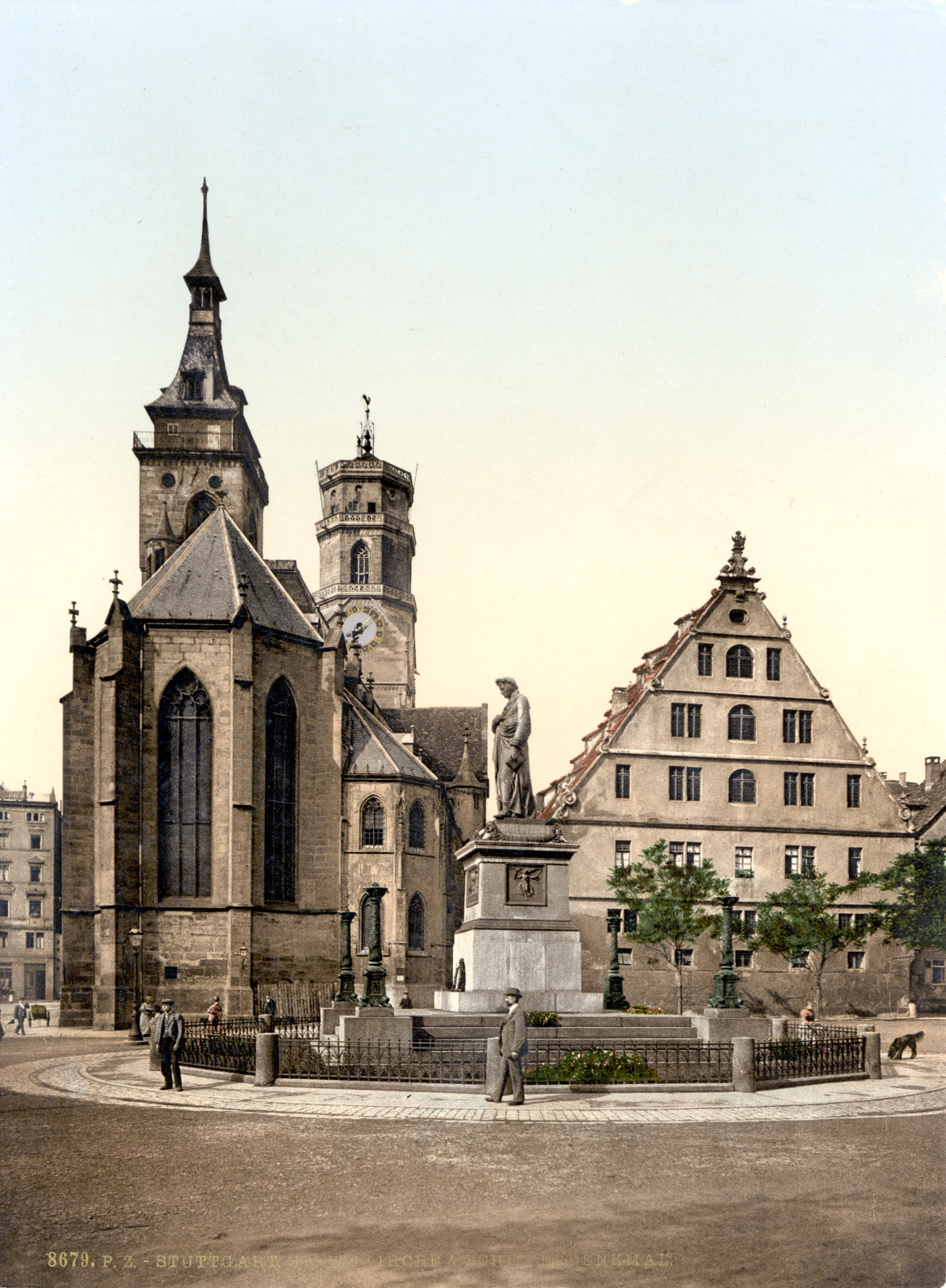
Stuttgart, Stiftskirche, 1900
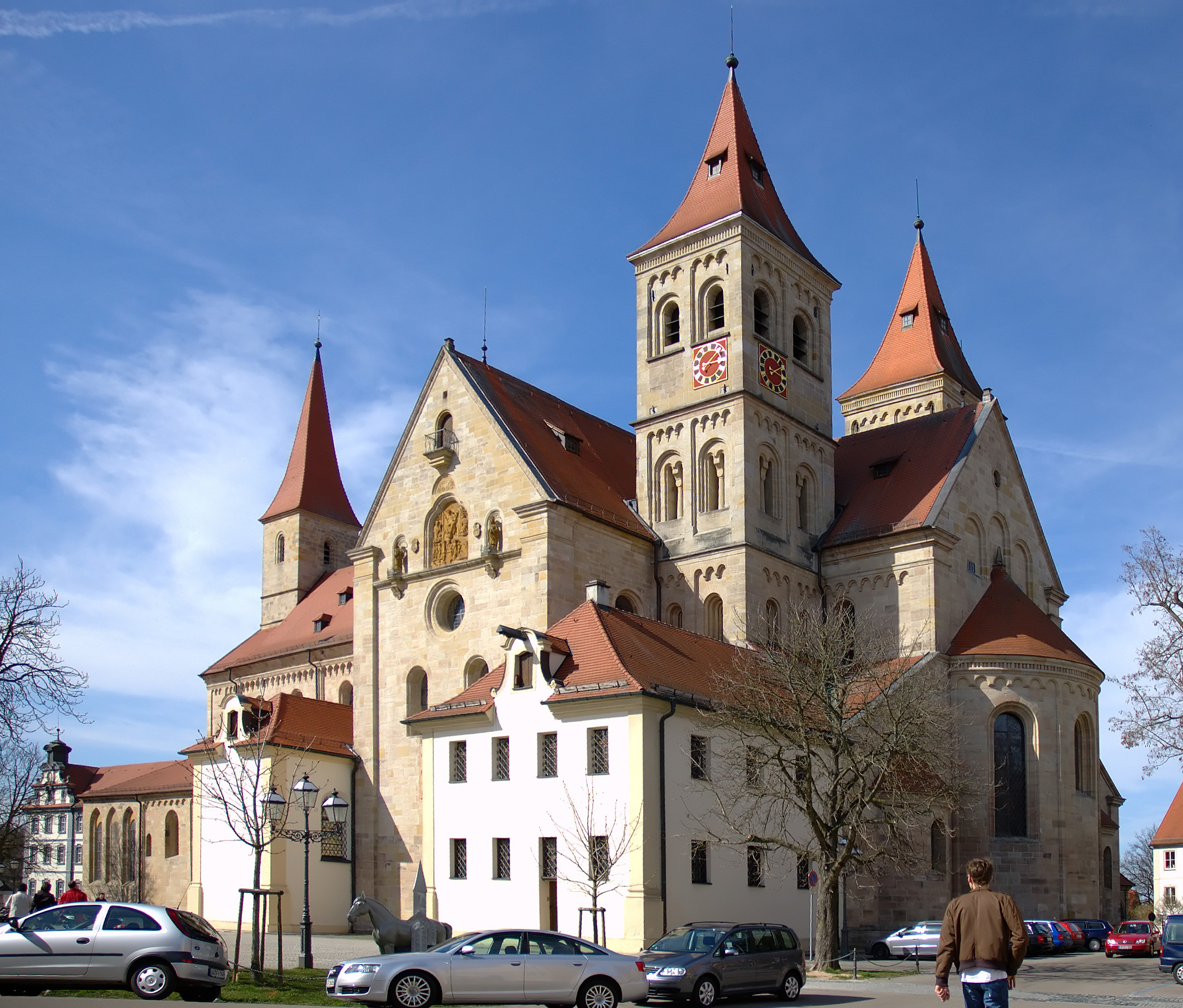
Szent Vitus-bazilika, Ellwangen, 1849
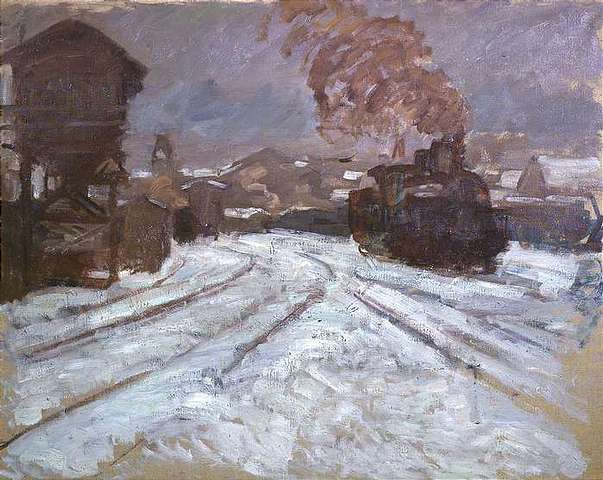
Stuttgart főpályaudvar (Hermann Pleuer festménye)
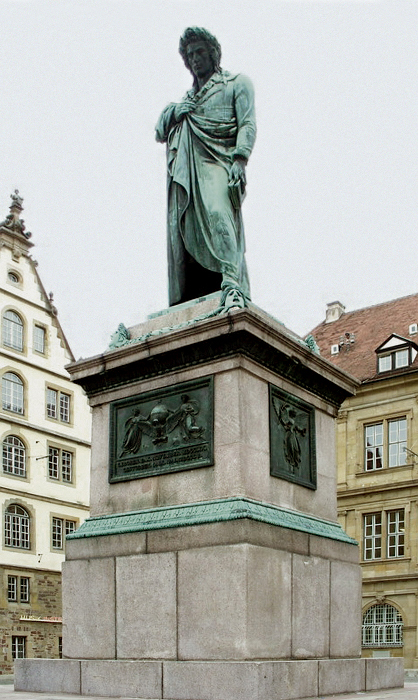
Stuttgart, Schiller-emlékmű (Thorvaldsen műve)

### Württemberg a Német Császárságban

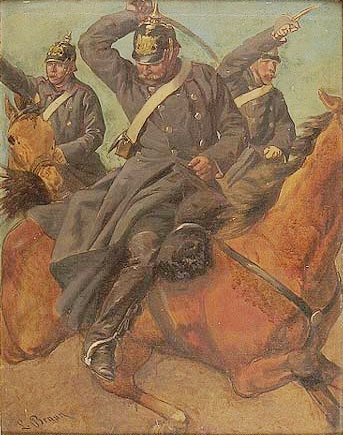
Württembergi dragonyos

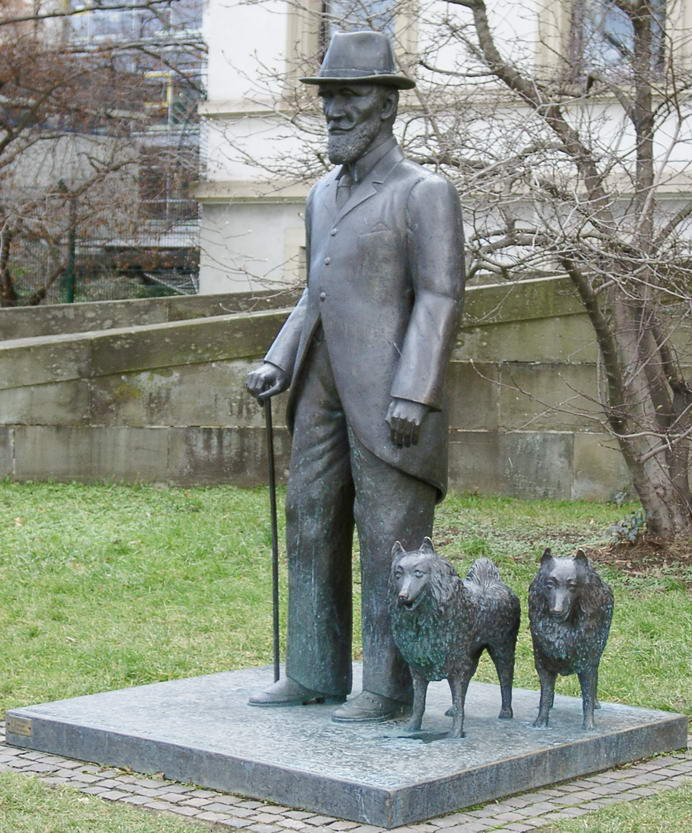
II. Vilmos király szobra Stuttgartban (Hermann-Christian Zimmerle műve)

Apjával ellentétben Károly király az össznémet nemzetállam híve volt. Az 1866-os porosz–osztrák háborúban Bajorország, Württemberg és Baden az Osztrák Császárságot támogatták. A württembergi hadsereg 1866. július 24-én, három héttel a döntő königgrätzi csata után, a fő hadszíntértől távol, a badeni Tauberbischofsheimnél szenvedett megsemmisítő vereséget a poroszoktól. Augusztus 1-jén Württemberg fegyverszünetet kötött. Az augusztus 23-án megkötött prágai békeszerződés értelmében Württembergnek is el kellett fogadnia a porosz vezetésű Északnémet Szövetséget, és háborús jóvátétel fizetésére is kötelezték. Területi integritásának megőrzéséért cserébe, Bajorországhoz és Badenhez hasonlóan, Württembergnek is (kezdetben titkos) „Véd-és dacszövetséget” kellett kötnie Poroszországgal, amely háborús helyzetben porosz parancsnokság alá vonta a királyi haderőket.

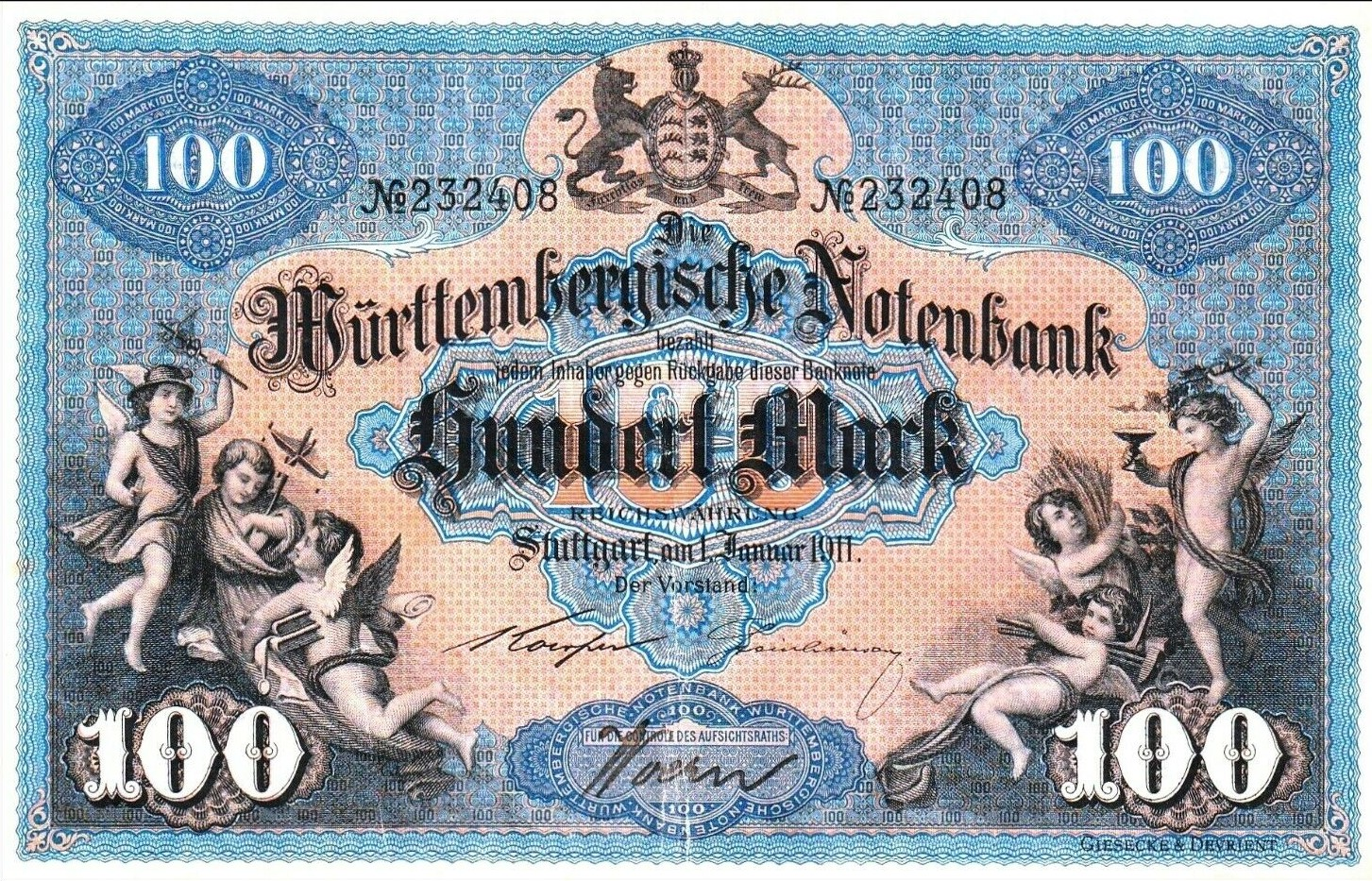
Württemberg a Német Császárságban is megőrizhette bankjegy kibocsátási jogát. A Württembergische Notenbank 1911-es 100 márkás bankjegyének előoldala. Az utolsó önálló württembergi birodalmi márka bankjegyeket 1934-ben vonták ki a forgalomból.

A háború után Württembergben Julius Hölder vezetésével megalakult a nemzeti liberális Német Párt (Deutsche Partei), unter Führung von gegründet, deren Ziel der Beitritt Württembergs zum Norddeutschen Bund war. Vele szemben állt Karl Mayer Demokratikus Néppártja, amely 1864-ben a liberális pártból vált ki. Mayer szövetségre lépett a konzervatívokkal és a katolikus egyházi körökkel, és küzdött a porosz vezetésű nemzetállam terve ellen. A porosz–francia háborúban a württembergi hadsereget az 1866-os szerződés értelmében a poroszok alá rendelték. 1870. november 25-én, még a háború alatt Württemberg az Északnémet Szövetségbe, majd 1871. januárjában csatlakozott a megalakuló Német Császársághoz.
Az 1871. április 16-án Bismarck által kibocsátott birodalmi alkotmány szerint Württemberg 4 helyet kapott az 58  fős Szövetségi Tanácsban (Bundesrat). A Birodalmi Gyűlés (Reichstag) 397 képviselőjéből 17-et küldhetett Württemberg. Az állam hatáskörében maradt a vasút, a posta és távíróhivatal, a sörből és az égetett szeszes italokból befolyó adóbevétel. A württembergi hadügyminisztérium porosz parancsnokság alá került.

### Az utolsó király
Károly király 1891. október 6-án elhunyt, trónján régensként unokaöccse, II. Vilmos követte. Ő igyekezett távol tartani magát a hadsereg ügyeitől és II. Vilmos császár udvartartásától. Királyként sem a királyi palotában (Neues Schloss) lakott, hanem sokkal kisebb és polgáribb Vilmos-palotában. Polgári ruhában járt, neve mellől elhagyta a hagyományos „Isten kegyelméből” formulát. A „polgárkirály” nagy tiszteletet vívott ki alattvalói körében. Tartotta magát a parlamenti többség döntéseihez, az alkotmány szerint formálisan általa kinevezett miniszterek munkájába nem szült bele. Inkább elnökként viselkedett, mint királyként. Nagy súlyt helyezett a kultúra fejlesztésére, sokat tett a württembergi kulturális önállóság erősítéséért a föderális Német Birodalmon belül.
II. Vilmos régenssége alatt a württembergi közélet demokratikusabban fejlődött, mint más német szövetségi államokban. A gazdaságot és társadalmat inkább a középvállalkozások jellemezték, mint a nagyipar. A nagyvárosok növekedése, vele a proletariátus elnyomorodása is enyhébb volt, az alsó néposztályok helyzete kedvezőbb volt, mint a Ruhr-vidéken vagy Berlinben, bár Stuttgartban súlyos lakásínség alakult ki.
1895-ben a demokrata frakciók erős többséget szereztek, a Német Párt erőfölénye megtört. Megalakult az egyesített Demokratikus Néppárt és a katolikus Német Centrumpárt. Modern pártstruktúra alakult ki. A monarchia utolsó évtizedeinek meghatározó politikusai a konzervatív oldalon Heinrich von Kraut és Theodor Christian Körner, a Néppártban Friedrich von Payer és Conrad Haußmann, a Centrumpártban Adolf Gröber, a szociáldemokratáknál Wilhelm Keil voltak. Önkormányzati szinten a szociáldemokraták konszenzusra törekedtek a polgári erőkkel, de a parlamentben mindig ellenzékként szavaztak. 1907 augusztusában Stuttgartban tartották a VII. Internacionálét (a szocialisták nemzetközi kongresszusát), német földön az első ilyen rendezvényt. A kongresszuson részt vett a stuttgarti Clara Zetkin, a női jogok harcosa, és Lenin is. A württembergi hatóságok segítették a rendezvény zavartalan lebonyolítását, szembemenve a császárral és a berlini kormánnyal. Cserébe abban az évben a szociáldemokraták egyszer megszavazták az állami költségvetést.

### A királyság megszűnése az első világháború végén
1914. augusztus 1-jén, más német szövetségi államokhoz hasonlóan, Württemberg is megszavazta a Bundesrat-ban, hogy Bethmann-Hollweg kancellár hadat üzenjen Franciaországnak és az Orosz Birodalomnak. Vilmos király személyesen nem rajongott a háborúért, de augusztus 2-án kiadta a háborús felhívást népéhez. Az első világháború frontjain félmillió württembergi katona, a lakosság egyötöde harcolt. Több, mint 71 000 katona esett el.
Az háborús vereség hatására kitört forradalmak hatására 1918. noverber 6-án a württembergi kormány lemondott. A parlament vette át a kormányzást. November 9-én, amikor Berlinben kikiáltották a köztársaságot, Stuttgartban is zavargások kezdődtek. Még aznap ideiglenes kormány alakult a Német Szociáldemokrata Párt (SPD) és a Független Szociáldemokrata Párt (USPD) részvételével, Wilhelm Blos vezetésével. Vilmos király még aznap este elhagyta Stuttgartot, bebenhauseni vadászkastélyába húzódott vissza, itt adta ki november 30-án lemondási nyilatkozatát. Württemberg hercegének címét vette fel. Württembergberg Népi Állammá (Volksstaat Württemberg) alakult, mely a Német Birodalom tagállamaként a weimari köztársaság fennállásáig (sőt, névleg 1945-ig) fennmaradt.

## További információ
- Württembergi Királyság, statisztikák (Landesarchiv Baden-Württemberg)
- A Württembergi Királyság történelme, adatai (deutsche-schutzgebiete.de) Archiválva 2020. október 29-i dátummal a Wayback Machine-ben
- Térképatlasz: Topographischer Atlas des Koenigreichs Württemberg: im Masstabe 1 : 50 000; 55 lapon; 1821 – 1851
- Württemberg történelme, 1250-1933 között (geschichtsverein-koengen.de), ezen belül:
  - Württemberg történelme, a 19. század első felében
  - Württemberg történelme, 1850-1871
  - Württemberg történelme, 1871–1918